# Villa albiventris
Villa albiventris är en tvåvingeart som beskrevs av Frey 1936. Villa albiventris ingår i släktet Villa och familjen svävflugor. Inga underarter finns listade i Catalogue of Life.